# Будинок Зюкова
Будинок Зюкова — пам'ятка архітектури зведена 1903 року на замовлення купця Михайла Зюкова в стилі «київського» ренесансу (псевдоренесансу). З 2000-х років перебуває в аварійному стані.

## Опис
Триповерховий, цегляний, пофарбований, прямокутний, з бічним проїздом. На останньому поверсі прикрашений маскаронами у вигляді янгольських голів. Початково будинок не був пофарбованим, київська жовта цегла була окрасою будинку.

## Історія
У 2000-ні роки КМДА визнала будівлю аварійною. Руйнування спричинило спорудження низки новобудов на вулиці Дмитрівській у 1990-х роках. Інвестор «Консоль ЛТД» погодився погодився за свій рахунок відселити мешканців за умови передачі йому земельної ділянки, на якій стоїть будинок. Відповідне розпорядження КМДА видала 2003 року, однак воно не було виконане. У 2009 році за наказом Міністерства культури і туризму України №100/0/16-09 від 18.02.2009 будівлю визнано пам'яткою архітектури. Зараз у будівлі знаходиться хостел.

## Галерея

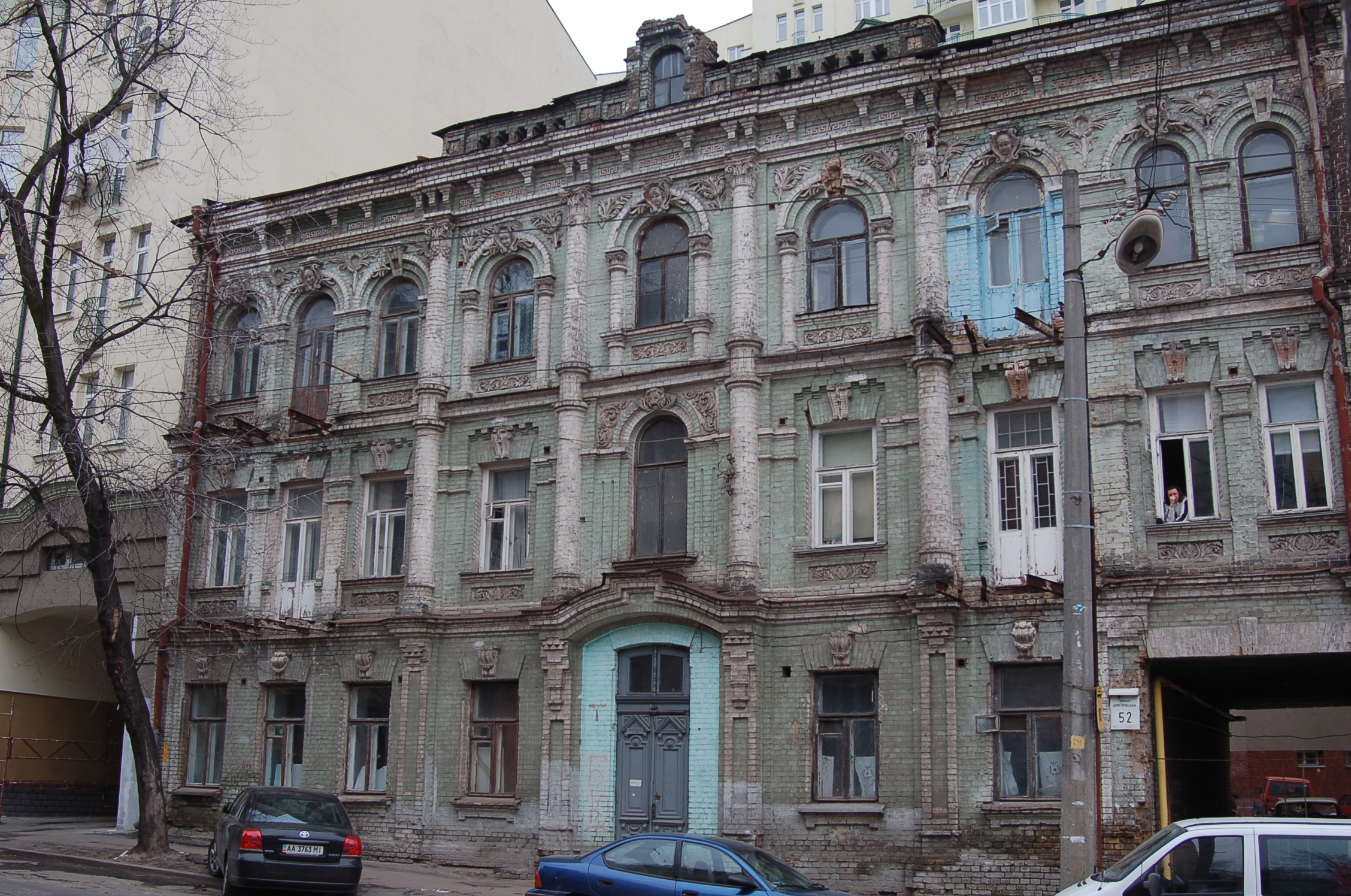
Будинок у 2007 році
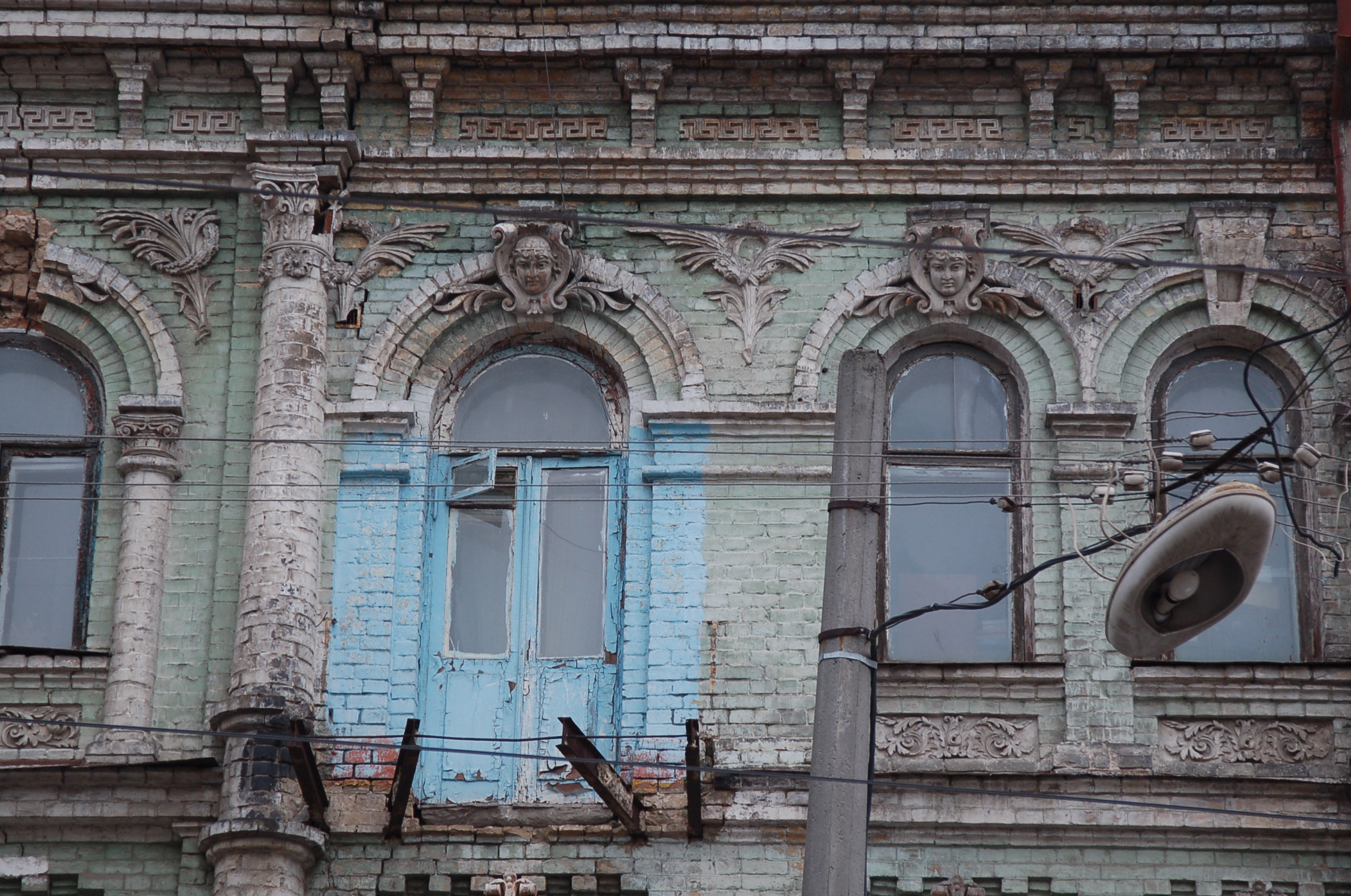
Маскарони
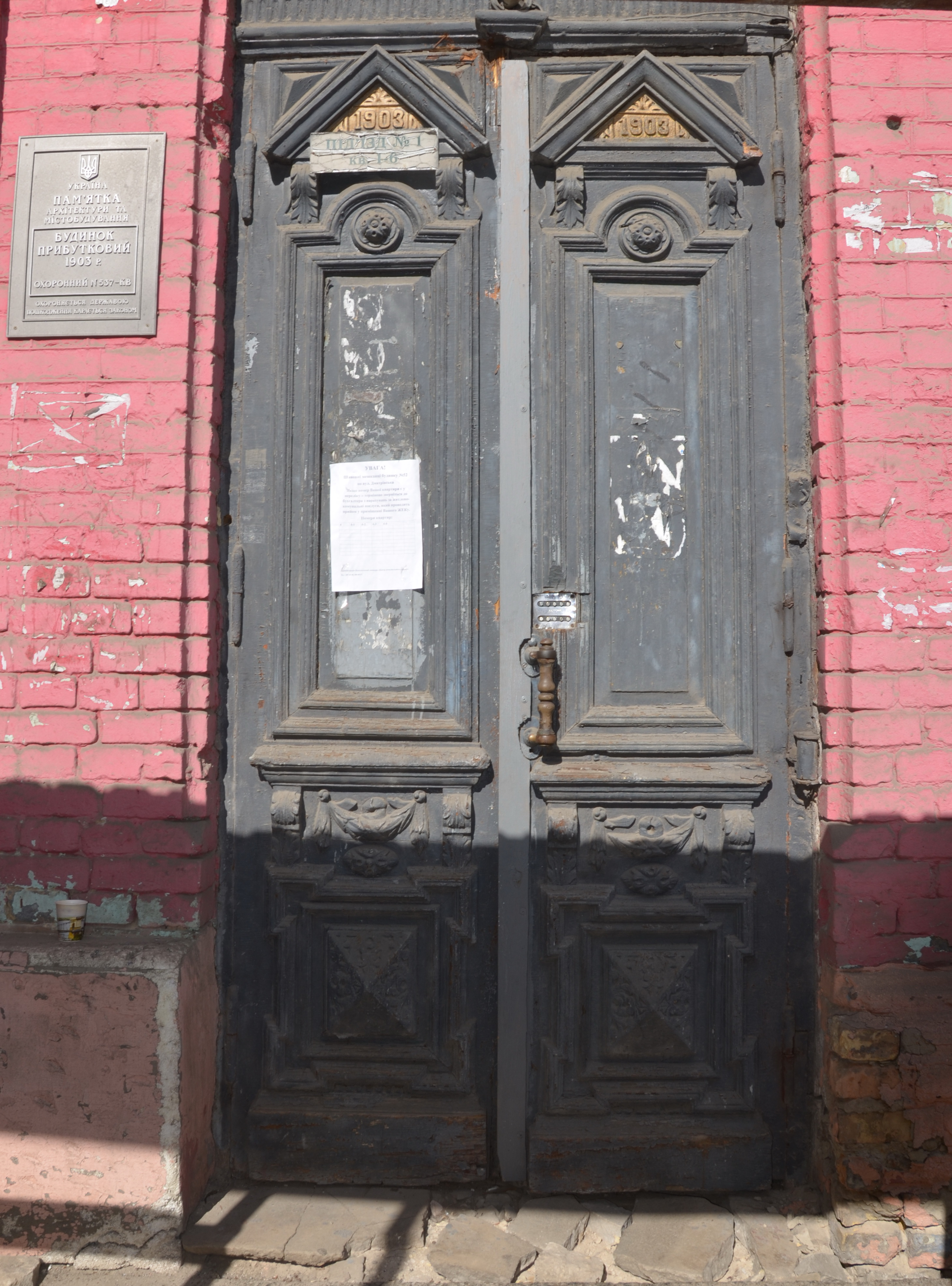
Двері будинку